# Kaleidoszkóp (könyvsorozat)
A Kaleidoszkóp a bukaresti Ceres Könyvkiadó magyar nyelvű közhasznú könyvsorozata, 1969-ben indult, és 1983-ig összesen 36 kis formátumú kötete jelent meg. 
Tárgykörei: receptkönyvek, észszerű táplálkozás (17 mű), kötés, varrás, öltözködés (5 mű), kozmetika (4 mű), lakberendezés, vendégfogadás (3 mű), nevelés, illem (3 mű), gyógynövényismeret (1 mű), barkácsolás (1 mű), rejtvénykönyv (1 mű), kutyanevelés (1 mű).
A sorozat első kötetei kizárólag a kiadó román nyelvű ikersorozatában megjelent kötetek fordításai voltak, de 1972-től már sikerült romániai magyar szerzőket is felsorakoztatni a sorozat köré. Így jelent meg Szilágyi Katalin Mit főzzünk a betegnek? (1972), Keszy-Harmath Erzsébet A befőzés ABC-je, Márton Len Ilona A gyermek célszerű öltözete, Székely György Halak a tálban, Székely György–Suciu Viorel Házi disznóvágás és húsfeldolgozás, Wolf Sándor Mit együnk a kiránduláson? (1973), Bogdán Imre Kutyakaleidoszkóp, Derzsiné Kozma Elza Kérdések és feleletek szülőknek, Keresztes Zoltán Törd a fejed! (rejtvénykönyv, 1975), Szalay Olga Mit főzzünk baromfihúsból (1975), Erős Blanka Lányoknak lányokról, Róna Éva Hogyan viselkedjünk?, Turós László Szép lakás – kellemes otthon (1976), Lokodi András Csináld magad! (1979), László Edit Kozmetika, szépség, egészség (1981), Fekete Tibor Táplálkozásról, diétáról mindenkinek (1983) c. kötete.
A sorozat rövid idő alatt népszerű lett: az 5–6000-es példányszámú első kötetek után 1975–76-ban egyes kötetei 25–35 000-es példányszámot is elértek. 1977 óta megjelenései is megritkultak, sőt ki is maradtak (1977–78-ban), majd az évi 1–2 kötet példányszáma ismét nem haladta meg az 5000-et.